# Schloss Stallwang

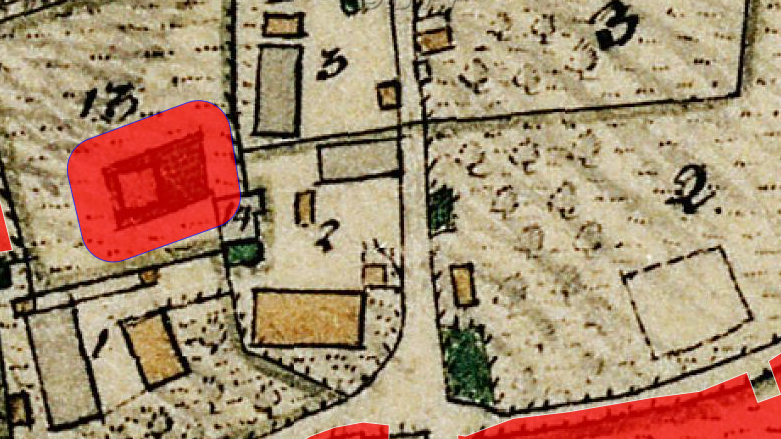
Lageplan von Schloss Stallwang auf dem Urkataster von Bayern

Das Schloss Stallwang ist ein abgegangenes Jagd- und Hofmarkschloss im gleichnamigen Gemeindeteil der Gemarkung Frauenberg, einem Stadtteil von Landshut in Niederbayern.

## Geschichte

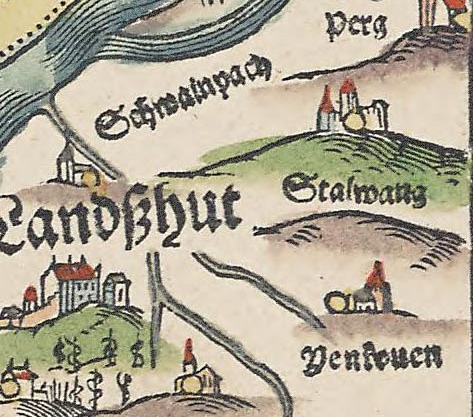
Schloss Stallwang auf Tafel 14 der Bairischen Landtafeln von Philipp Apian (1568)

Die Entstehungszeit von Schloss Stallwang ist unbekannt. Es wurde erstmals im Jahr 1568 auf einer Karte des Kartographen Philipp Apian erwähnt.
Aus dem Jahr 1778 ist ein Bauplan des Landshuter Hofmaurermeisters Felix Hirschstetter erhalten, der das Aussehen des Gebäudes zeigt. Es wird deshalb angenommen, dass in dieser Zeit das Schloss renoviert oder umgebaut wurde. Der damalige Besitzer war der Hofmarksherr Joseph August, Graf von Toerring-Gronsfeld zu Jettenbach (1753–1826). Er war kurfürstlicher Kämmerer und Hofkammerrat sowie Präsident des Staatsrates und Theaterschriftsteller. Er gab dem Benediktinermönch und Naturforscher Candid Huber (1747–1813) die Erlaubnis auf Stallwang zu wohnen. Dieser lebte von 1803 bis zu seinem Tod in dem Schloss. Aus verschiedenen Urkunden, Verträgen und Kostenvoranschlägen geht hervor, dass das baufällige Anwesen mit seinen Nebengebäuden vor und beim Einzug Hubers renoviert wurde. Des Weiteren wohnte ein Freund Hubers, der Dichter Clemens Brentano (1778–1842) von Februar bis Juli 1809 für kurze Zeit im zweiten Stock des Schlosses.
Nach Hubers Tod wurde das Anwesen verkauft und abgerissen. Die Nebengebäude wurden weiter benutzt und umgebaut oder durch Neubauten ersetzt. Das genaue Datum des Abbruchs ist nicht bekannt, es war aber bereits 1835 nur noch ein Graben von dem Schloss vorhanden. Um 1980 wurden dann auch der Schlosshügel und der Graben eingeebnet.

## Beschreibung
Heute zeigen nur noch kleine Bodenwellen und eine runde Fläche an, wo sich Schloss Stallwang befand.
Das Schloss war ursprünglich 17 Meter hoch, hatte eine nahezu quadratische Grundfläche von 10 mal 10 Metern und war mit einem Graben umgeben. Das Gebäude war in Keller, Erdgeschoss und zwei Stockwerke aufgeteilt. Neben dem Keller befand sich ein kleiner Viehstall. Im Erdgeschoss lagen die Küche, ein kleines Esszimmer und nach hinten war ein Aborterker angebaut. Zum Eingang an der Vorderseite führte eine überdachte Treppe. Innen gelangte man durch ein abgetrenntes Treppenhaus bis in den Dachboden. Im ersten Stock lag das Herrenzimmer und eine kleine Schlosskapelle. Der zweite Stock war nicht ausgebaut.
Zu dem Anwesen gehörte der Schlossgarten mit heute noch vorhandenen Obstbäumen, ein großer Zehentstadel, das Amtmannhaus und ein Wirtshaus, in dem sich die Wohnung des Gerichtsdieners befand.